# Hemitaeniochromis brachyrhynchus
Hemitaeniochromis brachyrhynchus ist ein seltener, im Malawisee endemisch lebender Buntbarsch. Die Art wurde anhand von zwei Typusexemplaren beschrieben, die bei der Sortierung konservierter Malawiseecichliden am Peabody Museum of Natural Historygefunden wurden. Da die Typusexemplare der Art von zwei 270 km weit auseinander liegenden Stellen (Nkhata Bay und Thumbi Island West) des Malawisee stammen, geht man davon aus, dass sie im See weit verbreitet ist.

## Merkmale
Der Holotyp von Hemitaeniochromis brachyrhynchus ist ein adultes Männchen, das eine Standardlänge von 123,6 mm hat, der Paratyp (Geschlecht nicht bestimmt) ist 81,5 mm lang. Von der zweiten Art der Gattung Hemitaeniochromis, H. urotaenia unterscheidet sich H. brachyrhynchus vor allem durch sein schmales Tränenbein, dessen Breite nur ein Drittel (33,5 bis 34,5 %) der Länge der Orbita beträgt, ein Merkmal das nicht nur in der Gattung Hemitaeniochromis, sondern unter allen Buntbarschen des Malawisees einmalig ist. Bei H. urotaenia ist das Tränenbein fast genau so breit wie die Länge der Orbita. Auch die Schnauze ist kürzer als die Orbita lang ist (länger bei H. urotaenia), die Augen sind größer. Der Durchmesser der Orbita liegt bei 36 bis 38 % der Kopflänge (im Vergleich zu 22 bis 28 % bei H. urotaenia). Der Unterkiefer ist kürzer (39 bis 41 % der Kopflänge (im Vergleich zu 45 bis 51 % bei H. urotaenia)).
- Flossenformel: Dorsale XVII/10, Anale III/9, Pectorale 14.
- Schuppenformel: SL 33.

Da die Beschreibung anhand von konservierten Museumsexemplaren erfolgte, die alle eine mehr oder weniger braune Farbe annehmen, ist die Färbung lebender Tiere unbekannt. Man kann allerdings dunkle Melaninmuster erkennen (Punkte und Linien), die aber weniger deutlich sind als bei H. urotaenia.